# Municipio de Vicente Guerrero (Puebla)
El municipio de Vicente Guerrero es uno de los 217 municipios que conforman al estado mexicano de Puebla. Fue fundado en 1930 y su cabecera municipal es Santa María del Monte.

## Geografía
El municipio se encuentra a una altitud promedio de 2600 m s. n. m. y abarca un área de 244.36 km².
Colinda al norte con el municipio de Nicolás Bravo, al oeste con el municipio de San Antonio Cañada, al sur con el municipio de Ajalpan y al este con el estado de Veracruz, en particular con el municipio de Acultzingo, el municipio de Soledad Atzompa, el municipio de Xoxocotla, el municipio de Tlaquilpa, el municipio de Astacinga y el municipio de Tehuipango.

## Demografía
De acuerdo al último censo, realizado por el INEGI en 2010, en el municipio hay una población total de 24217 habitantes, lo que le da una densidad de población aproximada de 99 habitantes por kilómetro cuadrado.

## Paisaje
El municipio ha sufrido grandes cambios en el paisaje gracias a la tala intensiva de árboles como el Pino-Encino y ocote. También debido a los incendios se ha perdido una gran cantidad de árboles diversos en la región.

## Ecosistema
En el ecosistema es predominante el Bosque de pino-encino y el ocote (Puebla) Predominan los bosques de conífera así como de diferentes tipos de; matorrales, así como pastizales y bosques templados.
También abundan los animales como: tejón, mapache, zorrillo, coatí, gavilán, colibrí, gato montés, coyotes, burros, cerdos, borregos, vacas, caballos, armadillos, ardillas, conejos, serpientes, tusas, tlacuaches, perros, aves de diferentes especies, chivos, y entre muchos otros.